# Valentino Mastrozzi
Valentino Mastrozzi, italijanski rimskokatoliški duhovnik, škof in kardinal, * 25. julij 1729, Terni, † 13. maj 1809.

## Življenjepis
23. februarja 1801 je bil povzdignjen v kardinala in imenovan za kardinal-duhovnika S. Lorenzo in Panisperna.